# Beemdkroonboktor
De beemdkroonboktor (Agapanthia intermedia) is een keversoort uit de familie van de boktorren (Cerambycidae). De wetenschappelijke naam van de soort werd voor het eerst geldig gepubliceerd in 1884 door Ganglbauer.